# バート・ダルトン
バート・ダルトン（Burt Dalton）は、視覚効果スーパーバイザーである。2008年の映画『ベンジャミン・バトン 数奇な人生』の視覚効果を手がけたことにより、エリック・バーバ、クレイグ・バロン、スティーヴ・プレッグと共にアカデミー視覚効果賞を受賞した。この他に『スター・トレック』（2009年）、『スター・トレック イントゥ・ダークネス』（2013年）、『バーニング・オーシャン』（2016年）でもノミネートされた。

## 受賞とノミネート
| 賞               | 年   | 部門           | 作品名                                | 結果       |
| ---------------- | ---- | -------------- | ------------------------------------- | ---------- |
| アカデミー賞     | 2008 | 視覚効果賞     | ベンジャミン・バトン 数奇な人生       | 受賞       |
| アカデミー賞     | 2009 | 視覚効果賞     | スター・トレック                      | ノミネート |
| アカデミー賞     | 2013 | 視覚効果賞     | スター・トレック イントゥ・ダークネス | ノミネート |
| アカデミー賞     | 2016 | 視覚効果賞     | バーニング・オーシャン                | ノミネート |
| 英国アカデミー賞 | 2009 | 特殊視覚効果賞 | スター・トレック                      | ノミネート |
| 英国アカデミー賞 | 2013 | 特殊視覚効果賞 | スター・トレック イントゥ・ダークネス | ノミネート |